# Susann Rosemann
Susann Rosemann (* 1969 in Bremen) ist eine deutsche Autorin von historischen Romanen.

## Leben
Susann Rosemann wuchs im Saarland auf und studierte nach dem Abitur zunächst Germanistik, entschloss sich jedoch später zu einem Fächerwechsel. Ihr nachfolgendes Studium der Ur- und Frühgeschichte, Klassischen Archäologie und Vorderasiatischen Archäologie an der Universität Heidelberg schloss Rosemann mit dem akademischen Grad eines Magister Artium ab.
Nach dem Studium wandte sich Rosemann hobbymäßig dem Schreiben zu und verfasste zunächst Kurzgeschichten, die in Zeitschriften und Anthologien erschienen. In den Jahren 2012, 2014 und 2016 erschienen drei historische Romane im Meßkircher Gmeiner-Verlag.
Im Jahr 2015 wurde ihr Roman „Die falsche Patrizierin“ in die Shortlist für den HOMER-Literaturpreis aufgenommen, der seit 2014 vom Verein HOMER Historische Literatur e.V. für die besten historischen Romane und Kurzgeschichten des Vorjahres verliehen wird, und im Leipziger Panometer mit einem „Silbernen HOMER“ für den besten historischen Krimi ausgezeichnet.
Susann Rosemann ist Mitglied des Montségur Autorenforums.

## Auszeichnungen
- 2015 Silberner Homer in der Kategorie Krimi & Thriller für Die falsche Patrizierin

## Bibliographie
- Das Geheimnis der Alchemistin. Spreeside, Berlin 2009, ISBN 978-3-939994-52-7.
- Die Tochter des Tuchkaufmanns. Gmeiner, Meßkirch 2012, ISBN 978-3-8392-1296-7.
- Die falsche Patrizierin. Gmeiner, Meßkirch 2014, ISBN 978-3-8392-1578-4.
- Das Lied der Flötenspielerin. Gmeiner, Meßkirch 2016, ISBN 978-3-8392-1913-3.